# Gerhard Fecht
Gerhard Fecht (né le 6 février 1922 à Mannheim ; mort le 11 décembre 2006 ou le 13 décembre) est un égyptologue allemand.

## Biographie
Gerhard Fecht a été soldat sur le front de l'Est pendant la Seconde Guerre mondiale. Il a ensuite étudié l'égyptologie à l'université de Heidelberg, où il a obtenu son doctorat en 1952 et son habilitation en 1954. De 1956 à 1958, il est chargé de mission au département du Caire de l'Institut archéologique allemand. En 1961, il obtient un poste de professeur hors classe à l'université de Heidelberg. En 1968, il devient le premier professeur d'égyptologie à l'université libre de Berlin. Il prend sa retraite en 1987.

## Travaux de recherche
Fecht a mené des recherches sur l'histoire du développement de l'égyptien et sur la littérature, comme la prosodie. Il était considéré comme un spécialiste de la métrique et le fondateur de la recherche sur la métrique égyptienne, dont on lui attribue ainsi le mérite de la découverte,. Il a défendu la thèse selon laquelle la plupart des textes égyptiens sont versifiés[2]. John R. Baines estime que ses conclusions sont influentes, mais pas unanimement acceptées.

## Publications
- L'évolution historique de l'accent de mot égyptien (Die geschichtliche Entwicklung des ägyptischen Wortakzents). Thèse de doctorat, université de Heidelberg, 1952.
- Die geschichtliche Entwicklung der ägyptischen Tonvokale, 1952 (thèse d'habilitation non publiée).
- La Cupidité et la Maât dans l'enseignement de Ptahhotep, 5e et 19e maximes (Die Habgierige und die Maat in der Lehre des Ptahhotep, 5. und 19, Abhandlungen des Deutschen Archäologischen Instituts Kairo, Ägyptologische Reihe. Volume 1. Augustin, Glückstadt 1958.
- Accent des mots et structure des syllabes. Recherches sur l'histoire de la langue égyptienne (Wortakzent und Silbenstruktur. Untersuchungen zur Geschichte der ägyptischen Sprache), Recherches égyptologiques, Volume 21). J. J. Augustin, Glückstadt 1960 (version remaniée de la thèse).
- Témoignages littéraires sur la « piété personnelle » en Égypte. Analyse des exemples tirés des papyrus scolaires ramessides (Literarische Zeugnisse zur „Persönlichen Frömmigkeit“ in Ägypten. Analyse der Beispiele aus den ramessidischen Schulpapyri), Abhandlungen der Heidelberger Akademie der Wissenschaften, Phil.hist. Classe. Année 1965, Traité 1. C. Winter, Heidelberg 1965.
- De l'évolution de l'image de l'homme dans la sculpture ronde égyptienne (Vom Wandel des Menschenbildes in der ägyptischen Rundplastik), Zeitschrift des Museums zu Hildesheim, Neue Folge. Band 16. Hildesheim 1965.
- Le reproche adressé à Dieu dans les « Mahnworten des Ipu-wer ». Papyrus Leiden I 344 recto, 11, 11-13, 8 ; 15, 13-17, 3) ; Sur la crise spirituelle de la première période intermédiaire et sa résolution (Der Vorwurf an Gott in den „Mahnworten des Ipu-wer“ (Papyrus Leiden I 344 recto, 11, 11-13, 8; 15, 13-17, 3); Zur geistigen Krise der ersten Zwischenzeit und ihrer Bewältigung), Abhandlungen der Heidelberger Akademie der Wissenschaften, Phil.hist. Classe. Année 1972, Traité 1. C. Winter, Heidelberg 1972,  (ISBN 3-533-02160-2).
- La métrique de l'hébreu et du phénicien (Metrik des Hebräischen und Phönizischen), Ägypten und Altes Testament. Band 19, Harrassowitz, Wiesbaden 1990,  (ISBN 3-447-03026-7).